# Mylagaulidae
Mylagaulidae – wymarła rodzina gryzonia wiewiórkokształtnych. Zamieszkiwała Wielkie Równiny Ameryki Północnej oraz Chiny 30,8 do 5,332 mln lat temu. Mylagaulidae wiodły podziemny tryb życia.

## Systematyka
Mylagaulidae zaliczane są do wiewiórkokształtnych. Obejmuje trzy podrodziny:
Promylagaulinae:
- Crucimys,
- Lamugaulus,[4]
- Promylagaulus,
- Trilaccogaulus,
- Simpligaulus,[5]
- Tschalimys[5]

Mesogaulinae:
- Mesogaulus – zawiera Mylagaulodon

Mylagaulinae:
- Alphagaulus (takson parafiletyczny[6]),
- Ceratogaulus – zawiera Epigaulus,
- Hesperogaulus,
- Mylagaulus,
- Notogaulus,[7]
- Pterogaulus,
- Umbogaulus

incertae sedis
- Galbreathia – klad bazalny w Mylagaulinae?